# Paleontologia na Louisiana

A localização do estado da Louisiana

A paleontologia na Louisiana é referente à pesquisa paleontológica que aconteceu ou liderada por pessoas do estado norte-americano da Louisiana. Afloramentos de sedimentos fósseis e rochas sedimentares dentro da Louisiana são bastante raros. Em parte, isso ocorre porque o clima semiúmido da Louisiana resulta no rápido intempere e erosão de quaisquer exposições e no crescimento de vegetação espessa que escondem quaisquer estratos de rolamento fóssil. Além disso, os sedimentos auvial holoceno deixados para trás por rios como o Mississipi, Vermelho e Ouachita, bem como depósitos de pântanos, cobrem cerca de 55% da Louisiana e enterram profundamente estratos fósseis locais.
No entanto, paleontólogos e geólogos conseguiram reconstruir grande parte da pré-história do estado. Por volta do início do Cambriano, a Louisiana fazia parte de uma massa de terra chamada Rodinia. Este supercontinente começou a se romper no norte da Laurentia e sul de Gondwana. Esta divisão separou a rocha local que se tornaria parte do supercontinente sul. O Oceano Iapetus encheu a região entre essas massas terrestres, submergindo a Louisiana. Embora fósseis dessa idade tenham sido encontrados na região englobada pelas fronteiras modernas do estado, eles se originaram em outros lugares e foram incorporados como clastos em rochas muito mais jovens e, portanto, não são informativos sobre a vida selvagem da Louisiana Paleozoica.
Louisiana permaneceu completamente submersa até o meio do Mississipi, quando a deriva continental começou a reunir lentamente as massas de terra do norte e do sul na Pangeia. A pangeia começou a se romper no início do Mesozoico, separando a América do Norte dos outros continentes e formando o Golfo do México. O registro fóssil da Louisiana começa na Época cretácea tardia e documenta a presença de tubarões e invertebrados marinhos. Depois que o Cretáceo terminou e a Era dos Mamíferos começou a Louisiana ver o nível do mar local subir e cair. Durante as submersões, Louisiana foi o lar de uma fauna de invertebrados marinhos e a baleia primitiva Basilosaurus. Fragmentos de folhas e madeira petrificada documentaram a flora local contemporânea. Mais tarde, no Cenozoico, a Louisiana foi habitada por mamíferos como camelos e pela megafauna do Pleistoceno como mastodontes.

## Pré-história

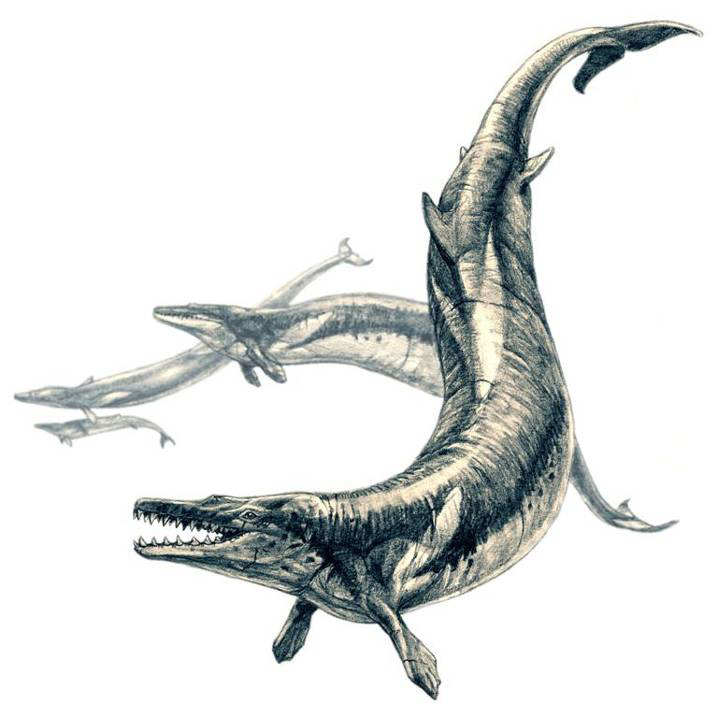
Paleoarte de basylossaurus

### Proterozóico-Jurássico (história geológica de registro fóssil pré-local)
A pesquisa geológica mostrou uma grande e difícil história geológica para a região agora ocupada pela Louisiana. Durante o fim do Proterozóico e o começo do Cambriano, o supercontinente de Rodínia estava começando a se dividir. Essa separação originou duas extensões de terra, a Laurentia do norte, que consiste na crosta continental e na cobertura sedimentar pré-histórica da América do Norte e no sul do Gondwana, que inclui a América do Sul.

## História

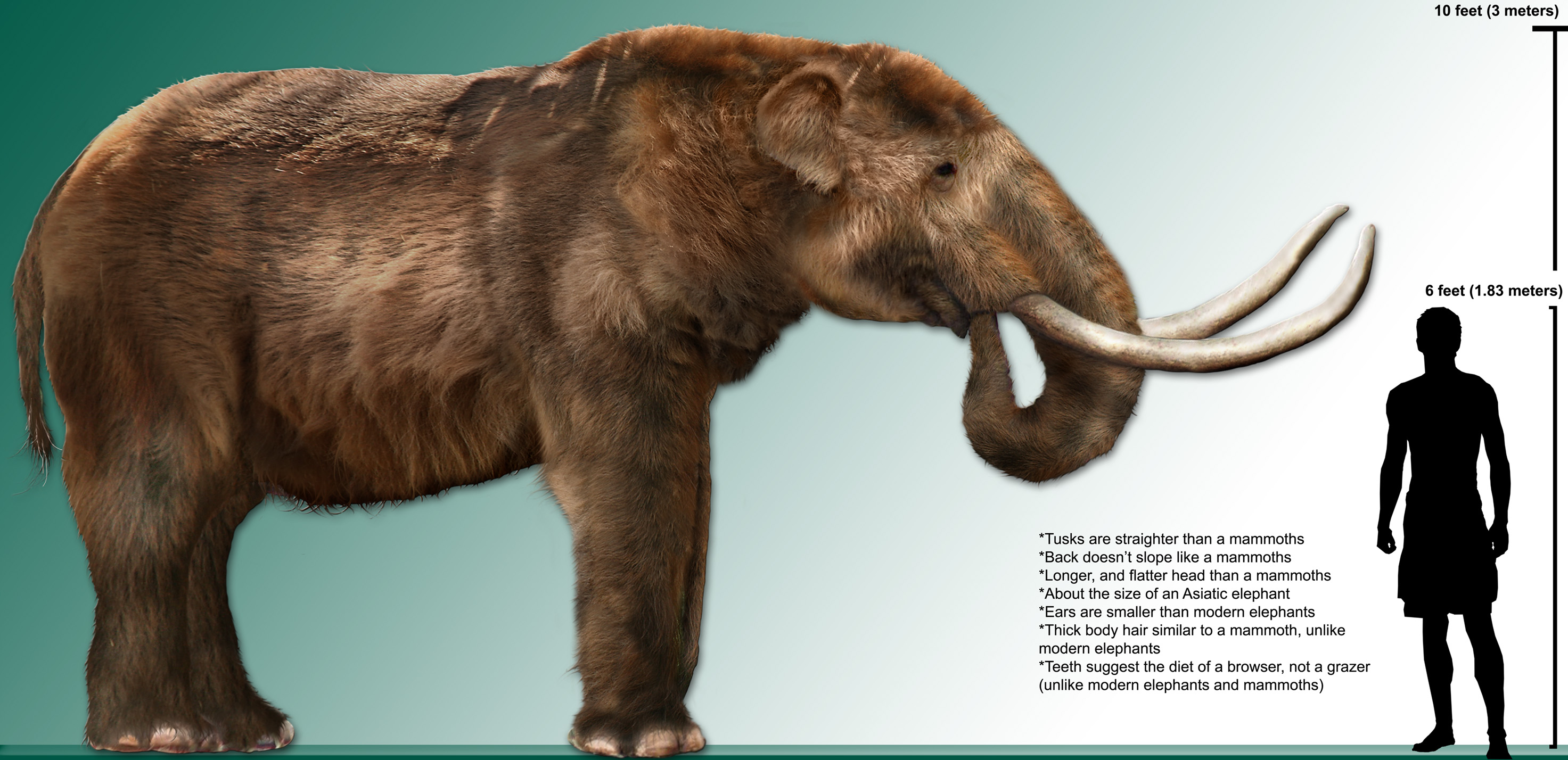
Mastodonte.

As populações nativas da Louisiana interpretaram os fósseis de mastodontes locais como restos de monstros. Eles descreviam as criaturas como o avô do búfalo. Esta questão foi debatida em uma correspondência de 1748 de um oficial militar francês chamado Fabri para Georges Cuvier. Em 1804, esses enormes fósseis foram achados em terras pertencentes ao povo Opelousa.